# Román v dopisech
Román v dopisech (někdy také epistolární román, briefroman) je literární útvar, který je tvořen dopisy mezi dvěma nebo více osobami.
Veškerý děj je v románu v dopisech popisován účastníky korespondence a čtenář tak získává pocit, že do této soukromé korespondence nahlíží. Použitím této formy se autor snaží docílit dojmu větší opravdovosti a realismu a zároveň mu umožňuje poskytnout čtenáři více úhlů pohledu, na rozdíl od klasického románu s vševědoucím vypravěčem. Román v dopisech bývá často doplňován o deníkové záznamy nebo novinové zprávy. Tato literární forma zažila největší rozkvět v období osvícenství v 18. století.
Román v dopisech jako literární forma vznikl nejdříve nejspíš z publikovaných dopisů slavných osobností. Ve třináctém století byly v Evropě nesmírně populární dopisy filosofa Pierre Abélarda a jeho milované Heloisy, které popisovaly jejich tragickou lásku. Tyto dopisy byly vloženy do neméně populárního a slavného Románu o růži (1230).
V době osvícenství se proslavily romány v dopisech Angličana Samuela Richardsona Pamela aneb Odměněná ctnost (1740) a Clarissa aneb Příběh mladé dámy (1749). Ve Francii pak Montesquieuovy Perské listy (1721) nebo Rousseauova Julie aneb Nová Heloisa (1761), snad nejznámějším románem v dopisech je ale kniha Nebezpečné známosti (1782) Francouze Choderlose de Laclos, také díky filmovému zpracování Miloše Formana. V Německu patří mezi klasická díla román v dopisech Utrpení mladého Werthera (1774) Johanna Wolfganga Goetheho. Na konci 18. století tato literární forma pomalu ustoupila a začala být více používána až v literatuře 20. století.